# 广州市番禺区公共汽车
广州市番禺区公共汽车有限公司，简称番禺公汽，是一家提供中國广州市番禺区区内巴士服务的公司，于1996年11月4日正式成立，现时为廣州巴士集團下属控股子公司，与广州市番广客运有限公司和广州市第二公共汽车公司番禺分公司共同组成广州公交集团第二公共汽车有限公司番禺片区（现广州巴士集团番禺片区）。

## 历史
1996年11月4日，广州市番禺区公共汽车有限公司正式成立，并在同年12月开通番禺区的首批公交线路。
2011年8月26日，广州市第二公共汽车公司受让广州市番禺区公共汽车有限公司30%股权，二汽公司成为番禺公汽的绝对控股股东。
2013年10月8日，番禺公汽、番广客运和二汽番禺分公司正式合署办公。

## 涂装
番禺区公共汽车的车身涂装为绿白色调为主，涂装由第一代车辆至今未经过大幅度修改。但在广州亚运期间，部分线路曾更换成亚运涂装。
2017年底，番禺区公共汽车部分路线车辆换成新能源汽车，部分车身（司机位窗口外下方）标示“广州市第二公共汽车公司番禺分公司”。
2019年4月，为配合创建“国家全域旅游示范区”，部分车辆变更为“旅游专线”涂装。

## 报站
番禺公汽所属线路的报站曾为粤语优先、普通话次之（广州亚运会时期短暂修改为仅有普通话及英语播报），2018年初陆续改为普通话优先、粤语次之，与“第二巴士”的报站一致。

## 經營路線
1996年12月18日，番禺公汽以市桥镇为中心开通4条公交线路（番1路~番4路），结束了番禺区没有公共汽车服务的历史。
2011年12月28日，番禺公汽开通番28路，为往返于市桥街道和石碁镇大刀沙村的便民线路。
2020年7月20日，番禺公汽开通番31路，为往返于何贤纪念医院两个院区之间的通勤线路。
2021年2月1日，番禺公汽开通番32路，填补了景观大道沿途公交接驳的空白，方便沙头街道的市民前往街道办事处办理业务。

## 乘车卡
番禺莲花卡由番禺市公共汽车有限公司用于旗下公共汽车扣费，是继深圳市后，中国大陆第二个使用非接触式IC卡储值车票，现已退出舞台。

## 車隊
番禺公汽的第一代车辆为32辆红桥客车HQK6702，此后亦使用过上海申龙、广汽客车、苏州金龙海格的多款车型。现时番禺公汽使用的车辆均为纯电动汽车，具体包括：
- 厦门金龙：XMQ6850AGBEVL14（61辆，2018年上线）、XMQ6106AGBEVL16（10辆，2018年上线）
- 郑州宇通：ZK6805BEVG21A（E8Mini，32辆，2017年上线）、ZK6650BEVG22（E6，8辆，2018年上线）
- 中车时代电动汽车：TEG6851BEV26（48辆，2018年上线）、TEG6106BEV35（272辆，2018年上线）、TEG6105BEV08（9辆，2020年上线）

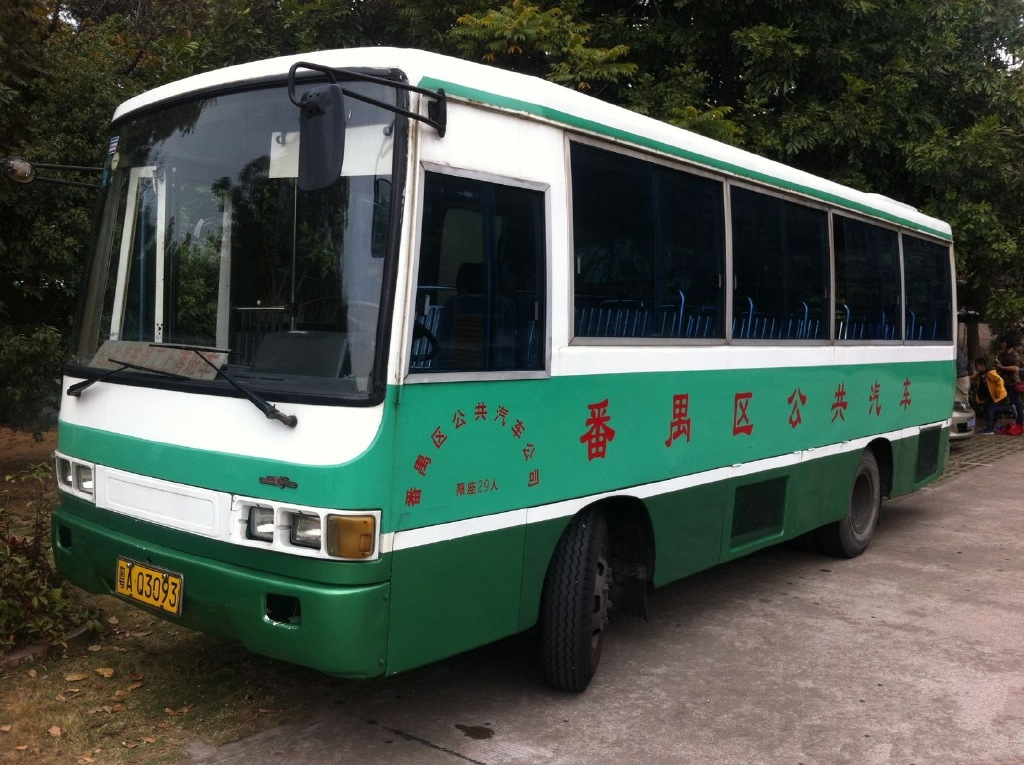
HQK6702
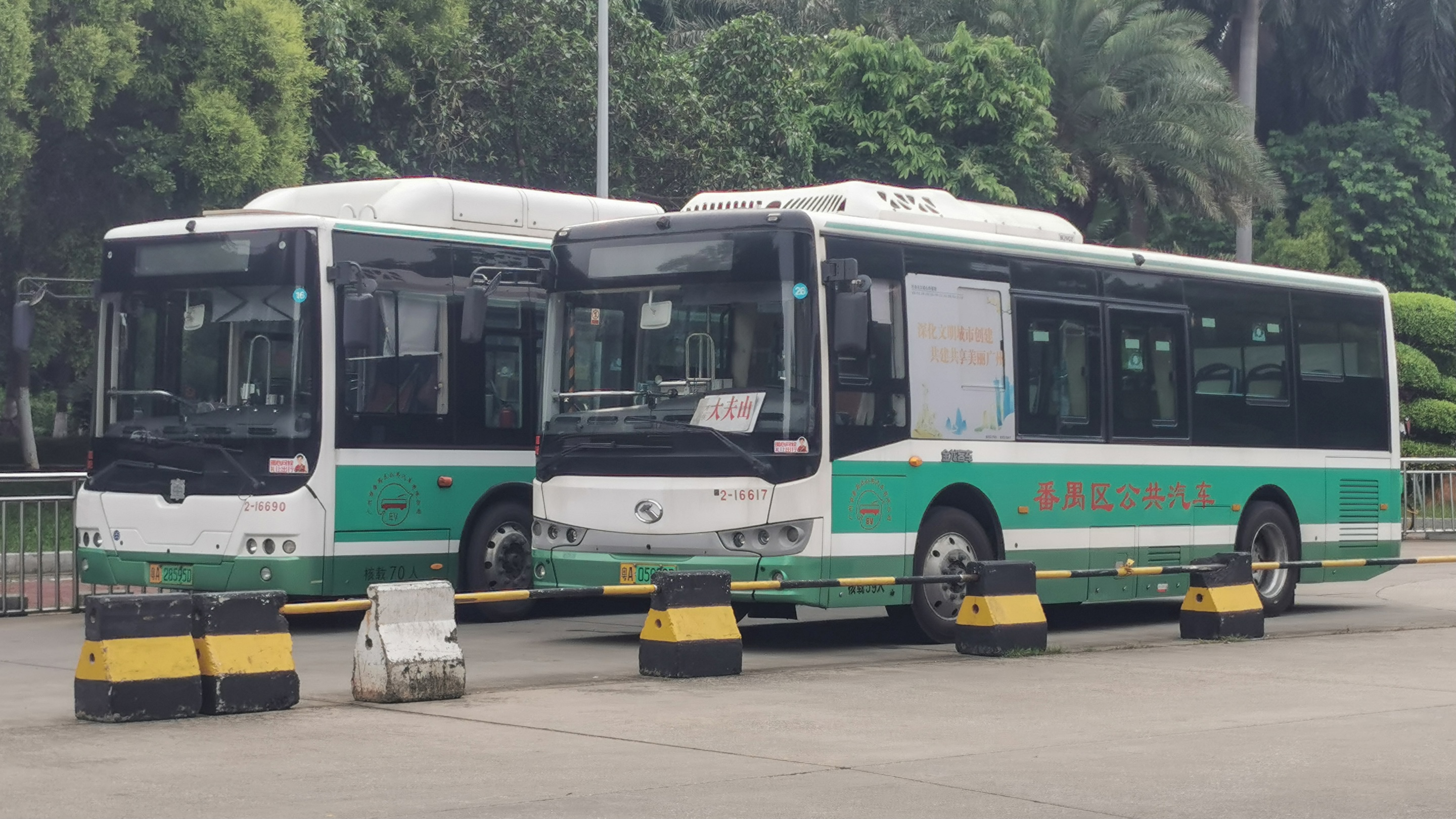
TEG6106BEV35 和 XMQ6850AGBEVL14

## 外部連結
- 广州市番禺区公共汽车有限公司的新浪微博